# Малий Утлюк (балка)
Малий Утлюк (рос. Бал. Мал. Утлюк) — балка (річка) в Україні у Мелітопольському районі Запорізької області. Права притока Малого Утлюка (басейн Азовського моря).

## Опис
Довжина балки приблизно 7,06 км, найкоротша відстань між витоком і гирлом — 6,07  км, коефіцієнт звивистості річки — 1,16 . Формується декількома балками та загатами. На деяких у частках балка пересихає.

## Розташування
Бере початок на південно-східній стороні від села Лазурне. Тече переважно на південний схід через село Полянівку (рос. Кол. Ейгенфельд) і на південно-східній стороні від села Золота Долина (рос. Кол. Кайзерталь) впадає у річку Малиц Утлюк, притоку Утлюцького лиману..

## Цікаві факти
- Від витоку балки на північній стороні на відстані приблизно 3,68 км пролягає автошлях М14[2] (автомобільний шлях міжнародного значення на території України, Одеса — Мелітополь — Новоазовськ — пункт пропуску Новоазовськ (кордон із Росією).